# Morotailederkop
De morotailederkop (Philemon fuscicapillus) is een zangvogel uit de familie van de honingeters. Deze soort behoort tot een groep van nauw verwante soorten lederkoppen op eilanden in het oosten van de Indische Archipel zoals de manuslederkop (P. albitorques),  ceramlederkop (P. subcorniculatus), burulederkop (P. moluccensis), tanimbarlederkop (P. plumigenis), Timorese helmlederkop (P. buceroides), bismarcklederkop (P. cockerelli)  en Eichhorns lederkop (P. eichhorni).

## Verspreiding en leefgebied
De soort komt voor op Morotai, een eiland dicht bij het grotere Halmahera in het noorden van de Molukken. Daar was de vogel vóór 1945 nog heel algemeen. Hoewel de vogel niet sterk gebonden is aan primair regenwoud en zich kan aanpassen aan minder ongerepte bostypen of zelfs palmplantages, wordt het leefgebied sterk versnipperd door voortgaande ontbossingen.

## Status
De grootte van de populatie wordt geschat op 2.500 tot 10.000 volwassen dieren en dit aantal gaat verder achteruit. Om deze redenen staat deze lederkop als gevoelig op de Rode Lijst van de IUCN.